# فرد ودهاوس
فرد ودهاوس (بالإنجليزية: Fred Woodhouse) هو القافز بالزانة أسترالي، ولد في 13 يونيو 1912، وتوفي في 8 يوليو 1998.

## روابط خارجية
- فرد ودهاوس على موقع النتائج التاريخية لألعاب القوى الأسترالية (الإنجليزية)
- فرد ودهاوس على موقع أوليمبيديا (الإنجليزية)
- فرد ودهاوس على موقع اللجنة الأولمبية الأسترالية (الإنجليزية)